# Reinhold Stecher

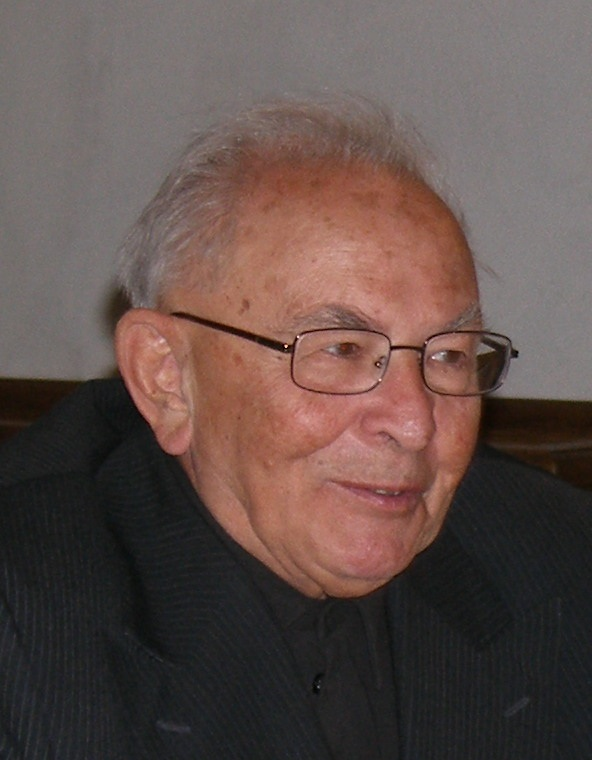
Reinhold Stecher (2011)

Reinhold Stecher (* 22. Dezember 1921 in Innsbruck; † 29. Jänner 2013 ebenda) war ein österreichischer Theologe und Bischof der Diözese Innsbruck.

## Leben
Nach seiner Matura in Innsbruck und Ableistung des Reichsarbeitsdienstes trat er im Jahr 1939 in das Priesterseminar in St. Michael in Matrei am Brenner ein. Nach Auflösung des Seminars durch die Gestapo studierte er am Stift St. Georgen am Längsee in Kärnten weiter. Wegen einer verbotenen Wallfahrt nach Maria Waldrast wurde Stecher 1941 zwei Monate lang in einem Gestapo-Gefängnis inhaftiert. Ursprünglich für KZ-Haft vorgesehen, wurde er stattdessen zur Wehrmacht eingezogen. Er leistete Fronteinsätze in Karelien, Lappland und Norwegen. Stecher wurde verwundet und trat nach der Rückkehr im Spätherbst 1945 in das Priesterseminar Canisianum ein.
Am 19. Dezember 1947 empfing er in Schwaz die Priesterweihe. Es folgten Tätigkeiten als Präfekt, Lehrer und Seelsorger. 1951 wurde er zum Doktor der Theologie promoviert. Seit 1958 war er Mitglied der katholischen Studentenverbindung AV Raeto-Bavaria Innsbruck im ÖCV, welche 1908 von seinem Vater Heinz Stecher gegründet worden war. Er war Mitglied von neun weiteren Innsbrucker Verbindungen. In den Jahren 1956 bis 1981 war Stecher Religionsprofessor an der Lehrerbildungsanstalt Innsbruck und parallel ab 1968 Professor für Religionspädagogik an der Pädagogischen Akademie des Bundes. 1965 bis 1970 war er Spiritual im Priesterseminar der Diözesen Innsbruck und Feldkirch.
Die Bischofsernennung erfolgte im Dezember 1980 durch Papst Johannes Paul II. als Nachfolger von Bischof Paulus Rusch. Die Bischofsweihe spendete ihm am 25. Januar 1981 Paulus Rusch; Mitkonsekratoren waren der Bischof von Bozen-Brixen, Joseph Gargitter, und der Bischof von Feldkirch, Bruno Wechner. Sein Wahlspruch war „Servire et confidere“ („Dienen und Vertrauen“). In der Österreichischen Bischofskonferenz war Bischof Stecher viele Jahre zuständiger Referatsbischof für die Referate Caritas und Frauen. Zugleich war Stecher Vertreter der Österreichischen Bischofskonferenz in der Glaubenskommission der Deutschen Bischofskonferenz. Als Nachfolger von Bischof Stecher wurde Alois Kothgasser am 10. Oktober 1997 bestellt.
Als Bischof trat Stecher für einen „integrativen Führungsstil“ ein. Er betonte, seine Diözese „in einem Geist des Miteinander“ leiten zu wollen, und setzte sich für eine Mitsprache des Diözesanvolks über die verschiedenen Gremien ein.
Stecher setzte 1988 der Legende vom angeblichen jüdischen Ritualmord am „Anderl von Rinn“ ein Ende, indem er den diesbezüglichen Kult verbot; Papst Paul VI. hatte bereits in den 1960er Jahren die Verehrung des Anderl von Rinn untersagt, da es sich bei den Reliquien um eine Fälschung handelt. In seine Amtszeit fiel weiters der Besuch von Johannes Paul II. in Innsbruck und die Seligsprechung der beiden Märtyrerpriester Otto Neururer und Jakob Gapp. 1993 unterzeichnete er die von SOS Mitmensch initiierte Petition gegen die (von der FPÖ über ein Volksbegehren) angestrebte Verschärfung der Asylgesetzgebung.
Kurz vor Ende seiner Amtszeit 1997 schrieb Stecher anlässlich eines Dekrets des Vatikans über Restriktionen in der Mitwirkung von Laien im pastoralen Kirchenalltag in einem (ursprünglich nicht zur Veröffentlichung bestimmten) Brief, Rom habe „das Image der Barmherzigkeit verloren und sich das der repräsentativen und harten Herrschaft zugelegt“, und attestierte der Kirchenleitung „ein theologisches und pastorales Defizit“. Es herrsche die Tendenz, so Stecher, „menschliche Ordnungen und Traditionen höher zu werten als den göttlichen Auftrag“.
2011 sprach sich Stecher für die Möglichkeit aus, auch Verheiratete zu Priestern zu weihen, und bezeichnete den Aufruf zum Ungehorsam der österreichischen Pfarrer-Initiative als „breitgestreutes, flächendeckendes Anliegen“, das man nicht einfach ignorieren dürfe.
Stecher galt als begeisterter Bergsteiger, Autor und Maler. Einige seiner Werke zierten in den vergangenen Jahren die jährlichen Weihnachtsbriefmarken der Österreichischen Post, auch zu Weihnachten 2012.
Am 29. Jänner 2013 verstarb Bischof Stecher in einem Innsbrucker Krankenhaus. Er wurde am 2. Februar 2013 in der Krypta des Innsbrucker Domes beigesetzt.

## Auszeichnungen und Ehrungen
- Ehrenzeichen des Landes Tirol (1981)
- Ring des Landes Tirol (höchste Auszeichnung des Landes) (1987)
- Ehrenbürger der Stadt Innsbruck (1993)
- Großes Goldenes Ehrenzeichen mit dem Stern für Verdienste um die Republik Österreich (1993)
- Ehrendoktorwürde der Philosophischen Fakultät der Universität Innsbruck „für seine Verdienste um die Schaffung eines Klimas der Toleranz und des Dialogs“ (1994)
- Ehrenbürger der Gemeinde Velipoja in Albanien „für seine Verdienste um die Dorfentwicklung insbesondere Kirchenbau und Wasserversorgung“ (2003)
- Predigtpreis des Verlags für die Deutsche Wirtschaft (2010)
- Großoffizier des Ritterordens vom Heiligen Grab zu Jerusalem
- Ehrenmitglied der Freunde der Theologischen Kurse[15]
- Benennung des Bischof-Reinhold-Stecher-Platzes in Innsbruck (2013)[16]